# Ari Oliveira
Ari Oliveira (,  – Florianópolis, 5 de janeiro de 2013) foi um militar e político brasileiro.

## Carreira
Foi prefeito de Florianópolis, de 5 de maio de 1970 a 20 de novembro de 1973. Em sua administração, foi criada a Companhia Melhoramentos da Capital (Comcap).
No aniversário de 284 anos de Florianópolis foi um dos ex-prefeitos homenageados.
Foi sepultado no Cemitério São Francisco de Assis (Florianópolis).